# Terikeste
Terikeste – wieś w Estonii, w prowincji Tartu, w gminie Võnnu.